# Ordinary Angels
Ordinary Angels ist ein US-amerikanischer Spielfilm aus dem Jahr 2024 mit Hilary Swank und Alan Ritchson, der unter der Regie von Jon Gunn nach einem Drehbuch von Meg Tilly und Kelly Fremon Craig entstand.

## Handlung
Ed Schmitt ist ein Dachdecker, der sich nach dem Tod seiner Frau Theresa nach langjähriger Krankheit um die beiden Töchter, die fünfjährige Michelle und die achtjährige Ashley, kümmert. Unterstützung erhält er dabei von seiner Mutter Barbara. Sharon Stevens ist eine alkoholabhängige Friseurin und gemeinsam mit ihrer Freundin Rose Betreiberin eines Friseursalons. Auch wenn Rose Sharon zu einem Treffen der Anonymen Alkoholiker schickt, will sie sich ihre Alkoholsucht zunächst nicht eingestehen.
In der Zeitung liest Sharon vom Schicksal von Michelle Schmitt, die aufgrund einer Gallengangatresie dringend eine Lebertransplantation benötigt. Sharon nimmt an der Trauerfeier für Michelles Mutter Theresa teil, stellt sich der Familie vor und bietet ihre Hilfe an. In der Folge organisiert Sharon einen 24-stündigen Haarmarathon, um Geld zu sammeln, damit Ed die Arztrechnungen für Michelle bezahlen kann. Bereits die Behandlung ihrer kranken Mutter hatte große Summen gekostet. Während Ed unermüdlich arbeitet, um Geld zu verdienen, wirbt Sharon um Spenden von lokalen Unternehmen. Außerdem freundet sie sich mit den beiden Mädchen an. Davon angeregt möchte Sharon sich mit ihrem entfremdeten, inzwischen erwachsenen Sohn Derek versöhnen.
Nachdem sich Michelles Zustand verschlechtert, teilt ihnen der Arzt ihnen mit, dass sie nur noch vier bis sechs Wochen zu leben hat und dringend eine Lebertransplantation benötigt. Michelle steht nunmehr ganz oben auf der Spenderliste und benötigt ein Flugzeug, das sie nach Omaha fliegt. Sharon hilft bei der Organisation des Transports und arrangiert einen Besuch eines Fernsehnachrichtenteams bei Ed zu Hause, um zusätzliches Geld zu beschaffen.
Als Barbara eines Abends Sharon die Mädchen überlässt, findet Ed Sharon bei seiner Rückkehr betrunken vor. Er bittet sie, zu gehen und nicht wiederzukommen. Nach Weihnachten beschließt Sharon, mit dem Trinken aufzuhören. Die Geschichte über Michelle wird in den Lokalnachrichten ausgestrahlt. Als Louisville von einem schweren Schneesturm heimgesucht wird, wird eine Spenderleber für Michelle verfügbar, dafür muss sie Omaha innerhalb von sechs Stunden erreichen. Allerdings ist der Flughafen aufgrund des Schneesturms geschlossen. In einer Nachrichtensendung wird ein Hubschrauberpilot gesucht, ein Vietnamkriegsveteran meldet sich freiwillig. Während etliche Personen Platz für die Landung des Hubschraubers freimachen, kommt es schließlich zur Aussöhnung zwischen Derek und Sharon.
Im Abspann erfährt der Zuschauer, dass die durch Spenden finanzierte Operation ein Erfolg war. Michelle Schmitt macht 2014 ihren College-Abschluss und heiratet ein Jahr später.

## Besetzung und Synchronisation
Die deutschsprachige Synchronisation übernahm die Deluxe Media. Dialogregie führte Patrick Bach, das Dialogbuch schrieb Felix Stackfleth.
| Rolle            | Darsteller           | Synchronsprecher |
| ---------------- | -------------------- | ---------------- |
| Sharon Stevens   | Hilary Swank         | Sandra Schwittau |
| Ed Schmitt       | Alan Ritchson        | Daniel Welbat    |
| Albert Evans     | Darcy Fehr           | Christos Topulos |
| Amy Chan         | Stephanie Sy         | Nina Witt        |
| Ashley Schmitt   | Skywalker Hughes     | Polli Leuner     |
| Barbara Schmitt  | Nancy Travis         | Dagmar Dreke     |
| Bob Green        | David Lawrence Brown | Achim Buch       |
| Cousin Marcus    | Ryan Allen           | Ivo Möller       |
| Derek            | Dempsey Bryk         | Flemming Stein   |
| Dr. Ghorbani     | Erik Athavale        | Jonas Minthe     |
| Gabe             | Gabriel Daniels      | Markus Hanse     |
| Michelle Schmitt | Emily Mitchell       | Nelia Olbrich    |
| Pastor Dave      | Drew Powell          | Oliver Warsitz   |
| Rose             | Tamala Jones         | Nadine Wöbs      |
| Theresa Schmitt  | Amy Acker            | Cathlen Gawlich  |

## Produktion und Veröffentlichung
Der Film wurde von Vertigo Entertainment, Stampede Ventures und Kingdom Story Company produziert, als Produzenten fungierten David Beal, Jon Berg, Johnathan Dorfman, Kevin Downes, Andrew Erwin, Jon Erwin, Sarah E. Johnson, Roy Lee und Dave Matthews. Dreharbeiten fanden unter anderem im April 2022 in Winnipeg statt.
Die Kamera führte Maya Bankovic, die Musik schrieb Pancho Burgos-Goizueta, die Montage verantwortete Parker Adams und das Casting Anthony J. Kraus und Jill Anthony Thomas. Das Szenenbild gestaltete Nazgol Goshtasbpour und das Kostümbild Heather Neale.
In den USA kam der Film am 23. Februar 2024 in die Kinos, am 26. März 2024 wurde er als Video-on-Demand veröffentlicht. Ursprünglich sollte der Kinostart am 13. Oktober 2023 erfolgen, dieser wurde aufgrund des Kinostarts von Taylor Swift: The Eras Tour verschoben. Ins deutsche Angebot von Netflix wurde der Film am 20. Oktober 2024 aufgenommen, wo er auf Platz 1 in den Film-Charts landete.
Von der Motion Picture Association (MPA) erhielt der Film ein PG-Rating, in Deutschland wurde er von der FSK ab 12 freigegeben. Die Geschichte beruht auf einer wahren Begebenheit.

## Rezeption

### Kritiken
Am 22. Oktober 2024 waren 86 von 102 bei Rotten Tomatoes aufgeführten Kritiken positiv bei einer durchschnittlichen Bewertung von 6,6 der 10 möglichen Punkte. Bei Metacritic erhielt der Film am 22. Oktober 2024 einen Metascore von 57 von 100 möglichen Punkten, der auf 16 Rezensionen basierte.
Jörn Schumacher meinte auf pro-medienmagazin.de, dass das Drama von Hauptdarstellerin Hilary Swank und einem guten Drehbuch lebe. Die christliche Botschaft komme hier nicht mit dem Holzhammer, aber der Glaube an Gott und die Gebete seien allgegenwärtig. Im letzten Drittel nehme der Film, umrahmt von einem sehr guten Soundtrack, erfreulicherweise sowohl an Tempo als auch an Tiefgang zu.
Oliver Armknecht vergab auf film-rezensionen.de fünf von zehn Punkten. Das Ergebnis sei gnadenlos manipulativ, arbeite überwiegend mit uninteressanten Figuren und versuche auch noch ungelenk, das Thema Glauben reinzupressen. Das starke Ensemble sorgt aber dafür, dass das Drama dennoch funktioniere und vor allem zum Ende hin Emotionen provoziere.

### Abrufe
Laut digital i erreichte der Film im Oktober 2024 in Deutschland 724.000 zusehende Haushalte und lag damit auf Platz zehn der Film-Streaming-Charts.